# سیارک ۶۷۹۴
سیارک ۶۷۹۴ (به انگلیسی: 6794 Masuisakura، نامگذاری:1992DK) شش هزار و هفتصد و نود و چهارمین سیارک کشف شده‌است که در ۲۶ فوریه ۱۹۹۲ کشف شد.